# Versus (film)
Versus (VERSUS -ヴァーサス-?, Vāsasu) è un film del 2000 diretto da Ryūhei Kitamura.
Si tratta di un film d'azione condito con elementi orrorifici, seguito spirituale di un precedente film di Kitamura Down to Hell, tant'è che in alcune parti del mondo è approdato col sottotitolo di Down to Hell 2. Oggi è considerato un cult, soprattutto in America.

## Trama
Due fuggiaschi (appena evasi da un carcere di massima sorveglianza) si rifugiano ai margini di una foresta, in attesa dei complici che verranno a prenderli per metterli al sicuro. Questi ultimi si presentano in compagnia di una strana ragazza, che hanno sequestrato poco prima, su ordine del loro capo. Tra le due parti si crea tensione e la situazione si scalda in fretta, finché uno dei fuggiaschi, l'eroe, si dà alla macchia all'interno della foresta, con la ragazza. Nella foresta incorreranno in numerosi pericoli, trovandosi a fronteggiare orde di zombie e demoniache creature. Quando il capo farà la sua comparsa, verranno a galla inaspettate verità che lo legano all'eroe e alla fanciulla. La sua ascesa scatenerà eventi fuori controllo, che porteranno ad un inaspettato finale.

## Produzione
Il film, nato come opera indipendente, che si fregia di tutte le passioni del regista, sarebbe dovuto costare appena 10.000 dollari. Kitamura però si rese presto conto di voler puntare il tutto per tutto su questa sua pellicola e si stima che il budget effettivo ammonti a 400.000 dollari. Sono molti gli omaggi al regista Sam Raimi e al suo film La casa: dalla tenebrosa foresta alla somiglianza dei mostri messi in scena, fino ai famosissimi piani sequenza che seguono l'azione raso terra.
Questo è il primo film in assoluto recitato dall'attore Tak Sakaguchi. Venne notato dal regista durante uno dei suoi incontri di strada, dato che Sakaguchi si cimentava nella "Street Fight". Per diversi anni il film è stato oggetto di un tentato remake americano (sempre con Kitamura alla regia). In seguito, però, il progetto fu accantonato.

## Distribuzione
In Italia è approdato direttamente in DVD.
Nel 2004 Kitamura ha rimontato il film, e modificato alcune sequenze grazie alla CGI, includendo 10 minuti di girato supplementare: questa versione è conosciuta con il nome di Ultimate Versus, ed è inedita in Italia.